# Tetracera nordtiana
Tetracera nordtiana är en tvåhjärtbladig växtart som beskrevs av F. Müll. Tetracera nordtiana ingår i släktet Tetracera och familjen Dilleniaceae.

## Underarter
Arten delas in i följande underarter:
- T. n. celebica
- T. n. everillii
- T. n. louisiadica
- T. n. moluccana
- T. n. wuthiana